# Diepenveen
Diepenveen (Nedersaksisch: Diepenvene) is een dorp in de gemeente Deventer, provincie Overijssel (Nederland), gelegen ten noorden van de stad Deventer. Diepenveen heeft ongeveer 4.960 inwoners. De winkelstraat in het dorp, de Dorpsstraat, telt circa 30 bedrijven. Tot 1999 maakte het deel uit van de gemeente Diepenveen. 
Het dorp Diepenveen is rond de resten van het vrouwenklooster Diepenveen tot ontwikkeling gekomen. In 1841 stonden er zeven huizen met vijftig inwoners.

## Gemeente
Van 1811 tot en met 1998 was Diepenveen een zelfstandige gemeente. Ze besloeg het gehele gebied van het voormalige schoutambt Colmschate, een uitgestrekt landelijk gebied buiten de wallen van Deventer. Het gemeentehuis stond in Schalkhaar. De andere dorpen in de gemeente waren Lettele, Okkenbroek, de buurtschappen Averlo, Frieswijk, Linde, Oude Molen, Rande en Tjoene. De toenmalige gemeente telde op 1 januari 1998 10.530 inwoners.
De gemeente Deventer had al voor de samenvoeging van 1999 delen van de gemeente Diepenveen geannexeerd. In 1960 werd grofweg het gebied ten noordwesten van de Brinkgrever → Raalterweg en ten westen van de Zandwetering met de buurtschappen Platvoet en Borgele aan Deventer toegevoegd. In 1974 werd het zuidoostelijk deel van de gemeente rond het dorp Colmschate geannexeerd. Men was hier in 1972 al begonnen met de bouw van de Deventerse uitbreidingswijk het Oostrik.
Uit een peiling die in 2015 werd gehouden bleek dat de meeste inwoners van Diepenveen nog steeds overwegend negatief waren over de samenvoeging van 1999.

## Religieus Diepenveen
De historische kern van het dorp is de plek van het voormalige vrouwenklooster, dat in het jaar 1400 vanuit Deventer werd gesticht. Dit gebeurde onder leiding van Johannes Brinckerinck en met schenkingen van Swedera van Runen, beide volgeling van Geert Grote. Swedera overleed in 1407 als zuster in het klooster, een paar maanden voordat men met de bouw van de stenen kapel begon die nu de Diepenveense kerk is. De kloostergemeenschap sloot zich aan bij de congregatie van Windesheim, een orde die ook wenste te leven naar de opvattingen van de Moderne Devotie. Salome Sticken was van 1412 tot 1446 de eerste priores van het klooster.
Men begon met de ontginning van een stuk land genaamd 'de Plecht' gelegen nabij de Zandwetering, een uur gaans van Deventer. Het klooster werd gebouwd op een terrein dat nu het hoger gelegen gebied tussen de Dorpsstraat, de Schildersstraat en het Kerkpad beslaat. In 1578 werd het verwoest toen in het kader van het beleg van Deventer kerkelijke bezittingen rond de stad het moesten ontgelden. Alleen de kloosterkerk en enkele bijgebouwen bleven gespaard. Het kerkgebouw ging over naar de protestanten. De eerste hervormde predikant in Diepenveen was Lambertus van Bommel, hij werd in 1659 benoemd. In 1720 was het godshuis in ruïneuze staat. Dankzij een groot legaat van prof. Matthaes, hoogleraar aan het Atheneum Illustre van Deventer kon het kerkje in dat jaar geheel worden gerenoveerd. Bij de kerk bevindt zich nog steeds het, nauwelijks als zodanig te herkennen, kerkhof. Het is botanisch gezien van waarde, er groeit onder andere de zeldzame holwortel.
In 1890 betrokken trappisten van de Orde der Cisterciënzers van de Strikte Observantie de boerderijen 'De Vulik' en 'Het Leeuwen' op het gebied van de gemeente Diepenveen, ze stichtten daar de Abdij Sion, het enige trappistenklooster in Nederland boven de grote rivieren. In 2015 vertrokken de laatste monniken
naar een onderkomen op het eiland Schiermonnikoog. De abdij werd een multifunctioneel religieus centrum.

## Sport
Diepenveen kent een rijk verenigingsleven. Er zijn verenigingen voor onder meer voetbal, handbal, volleybal, tafeltennis, badminton, gymnastiek, jeu de boules, tennis en paardrijden. Ook is er een biljart- en een schietvereniging. Verder beschikt het dorp over een natuurijsbaan aan de Schapenzandweg. Even buiten de dorpskern bevinden zich meerdere sportcomplexen, waaronder dat van voetbalvereniging DSC met drie velden, een tennisbaan met twaalf banen, en de 18-hole golfbaan van de Sallandsche Golfclub 'de Hoek'.

## Activiteiten en evenementen
Begin mei is er een lentefair in de pastorietuin bij de kerk, in het hetzelfde weekend is er een concours hippique voor gevorderde en beginnende ruiters. Een ander evenement met regionale aantrekkingskracht is de jaarlijkse oranjebraderie op Koningsdag die wordt voorafgegaan door een aubade. Ook de rommelmarkt in september trekt velen van buiten het dorp. Begin september vindt het jaarlijks dorpsfeest op het evenemententerrein aan de Schapenzandweg plaats. In december is er een kerstmarkt met levende kerststal en kerstconcert op het plein bij de Dorpskerk. Het culturele leven krijgt vorm bij de Diepenveense Kunstkring DIKK die periodiek culturele avonden organiseert.

## Voorzieningen
Op de plaats van de vroegere dorpsschool aan de Dorpsstraat staat nu het dorpshuis, dat later de naam Hof van Salland kreeg. Er worden sociaal-culturele activiteiten georganiseerd en er is een sporthal. Verder heeft het dorp een filiaal van de Openbare Bibliotheek Deventer, een openbare- en een rooms-katholieke basisschool en een verzorgingstehuis.
Rond het dorp bevinden zich uitgestrekte landgoederen met bos- en weidegebieden, voorbeelden van het Sallandse coulisselandschap.

## Boerengemeenschap en forensen
Hoewel van oudsher vooral een boerengemeenschap, werd het dorp later vooral een forensenplaats. De nieuwbouwwijken die sinds 1960 zijn gebouwd werden vooral door Deventenaren betrokken. Ook bevinden zich buiten de dorpskern veel villa's en landhuizen. Het Eikendal, gebouwd vanaf 2010, is een groot villapark met woningen op kavels van 800 - 1600 m².

## Openbaar vervoer
Diepenveen had ooit twee spoorwegstations; station Diepenveen West aan de nog steeds bestaande spoorweg Arnhem - Leeuwarden en station Diepenveen Oost aan de opgeheven spoorlijn Deventer - Ommen van de Overijsselsche Lokaalspoorweg-Maatschappij Deventer - Ommen. Voor openbaar vervoer is Diepenveen aangewezen op buslijn 161 (Deventer - Hasselt) van EBS. Deze rijdt tot 20:00 uur eenmaal per uur en niet in het weekend en op feestdagen.

## Sport en recreatie
- De plaatselijke voetbalclub is DSC.
- Direct langs de bebouwde kom van Diepenveen loopt de Europese wandelroute E11. De route komt vanaf Deventer en loopt via de zuidzijde richting Lettele.

## Bekende inwoners

### Geboren in Diepenveen
- Riek van Nijnatten-Doffegnies (1898-1990), schrijfster van streekromans
- Wim Roetert (1892-1969), voetballer en trainer
- Emilie Haspels (1894-1980), archeologe
- Koos van Bruggen (1914-1979), huisarts en kunstenaar
- Engbert Wilmink (1932-1992), politicus
- Martin Roesink (1939), golfer
- Dirk Panhuis (1941-2015), classicus
- Ruud Bartlema (1944), theoloog en beeldend kunstenaar
- Frank Ankersmit (1945), historicus, (wetenschaps)filosoof en politicus
- Gemma van Eck (1957), zangeres
- Cindy de Koning (1973), nieuwslezeres en presentatrice
- Myrte Eikenaar (1985), golfster
- Hanneke Oosterwegel (1996), atlete

### Overleden in Diepenveen
- Zwedera van Runen (ca. 1346-1407), stichter van het vrouwenklooster Diepenveen
- Salome Sticken (1369-1449), prior in vrouwenklooster Diepenveen (1412-1446)
- Katharina van Naaldwijk (1395-1443), subpriorin in vrouwenklooster Diepenveen (1420-1437)
- Aleid ter Poorten (1399-1452), conversin in vrouwenklooster Diepenveen
- Swene ter Poorten (?-1439), zuster en kosteres in vrouwenklooster Diepenveen
- Geertruid ter Poorten (?-1452), zuster in vrouwenklooster Diepenveen
- Gijsbertus Martinus Cort Heyligers (1770-1849), luitenant-generaal der infanterie
- Aleida Budde (1800-1852), schilder
- Albertus Jacobus Duymaer van Twist (1809-1887), politicus; gouverneur-generaal van Nederlands-Indië (1851-1856)
- Wiardus Willem Hopperus Buma (1865-1934), burgemeester
- Hansje van Loghem (1921-1983), verzetsvrouw
- Pim Bazen (1921-1984), politicus
- Andries Twijnstra (1922-2007), oprichter van het organisatieadviesbureau Twynstra Gudde

## Trivia
Op 27 oktober 1873 viel in de omgeving van Diepenveen een meteoriet op aarde: de Diepenveen-meteoriet.